# Nacketjärnet
Nacketjärnet är en sjö i Bengtsfors kommun i Dalsland och ingår i Göta älvs huvudavrinningsområde. Sjön har en area på 0,584 kvadratkilometer och ligger 115,2 meter över havet. Sjön avvattnas av vattendraget Uleviksbäcken.

## Delavrinningsområde
Nacketjärnet ingår i det delavrinningsområde (653435-128749) som SMHI kallar för Utloppet av Nacketjärnen. Medelhöjden är 161 meter över havet och ytan är 7,17 kvadratkilometer. Räknas de 2 avrinningsområdena uppströms in blir den ackumulerade arean 10,55 kvadratkilometer. Uleviksbäcken som avvattnar avrinningsområdet har biflödesordning 4, vilket innebär att vattnet flödar genom totalt 4 vattendrag innan det når havet efter 206 kilometer. Avrinningsområdet består mestadels av skog (80 procent). Avrinningsområdet har 0,58 kvadratkilometer vattenytor vilket ger det en sjöprocent på 8 procent.